# Schizoid (film)
Schizoid è un film del 1980 diretto da David Paulsen.